# NBA All-Defensive Team

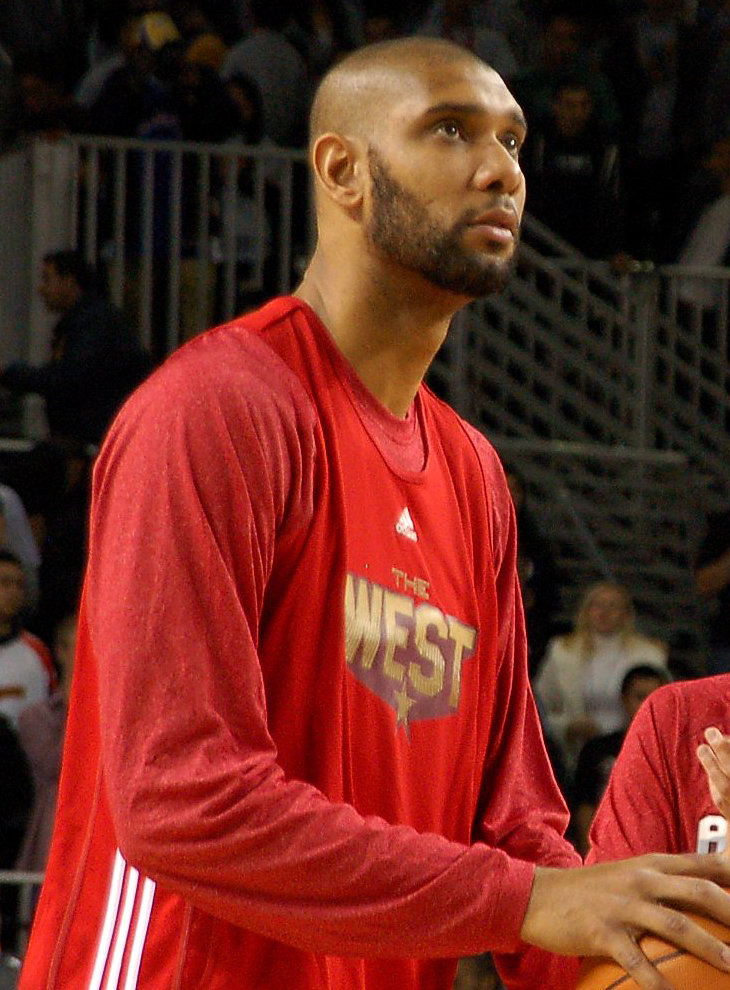
Tim Duncan, détenteur du record de sélections en All-Defensive Team (15).

La NBA All-Defensive Team est une distinction annuelle remise par la National Basketball Association depuis la saison 1968-1969 aux meilleurs joueurs défensifs de la saison régulière. Les votants sont les 30 entraîneurs de NBA; ils ne peuvent pas voter pour les joueurs de leur propre équipe. La All-Defensive Team est généralement composée de deux Cinq majeur, une première (First Team) et une seconde équipe (Second Team). Les joueurs reçoivent deux points pour chaque vote dans la First Team et un point pour chaque vote dans la Second Team. Les cinq joueurs ayant cumulé le plus de points composent alors la First Team, les cinq suivants composant la Second Team. En cas d'égalité à la cinquième position pour chacune des deux équipes, les équipes comptent alors six joueurs. Le dernier cas d'égalité date de 2006 lorsque Kobe Bryant et Jason Kidd terminèrent à égalité au nombre de votes. Il n'y a pas de respect exigé quant aux postes occupés. Par exemple, la Second Team compta trois ailiers, un pivot et un meneur de jeu en 2006.
Tim Duncan détient le record du nombre de sélections en All-Defensive Team avec quinze apparitions ; il a d'ailleurs été sélectionné chaque année depuis son arrivée en NBA en 1998 jusqu'à 2010, sa dernière nomination date de 2015. Kobe Bryant et Kevin Garnett le suivent avec douze apparitions, suivis de Kareem Abdul-Jabbar et Bobby Jones (en comptant ses saisons en ABA) avec onze nominations chacun; Scottie Pippen suit ces cinq joueurs avec dix sélections. Michael Jordan, Gary Payton, Kobe Bryant et Kevin Garnett détiennent le plus grand nombre de sélections en NBA All-Defensive First Team avec neuf apparitions. Scottie Pippen, Bobby Jones et Tim Duncan comptent huit sélections en First Team. Walt Frazier et Dennis Rodman apparaissent dans la All-Defensive First Team à sept reprises. Hakeem Olajuwon du Nigeria, Patrick Ewing de la Jamaïque, Dikembe Mutombo de la République démocratique du Congo, Andreï Kirilenko de Russie, Anderson Varejão du Brésil, Thabo Sefolosha de Suisse, Tim Duncan, Raja Bell des Îles Vierges américaines, Serge Ibaka originaire du Congo mais naturalisé Espagnol, Joakim Noah et Rudy Gobert de France et Marc Gasol d'Espagne, sont les seuls joueurs de la NBA All-Defensive Team à ne pas être nés aux États-Unis. Duncan et Bell sont citoyens américains et Olajuwon a été naturalisé, mais ils sont toujours considérés comme des joueurs "internationaux" par la NBA car ils ne sont pas nés dans l'un des 50 États des États-Unis.

## Palmarès
| ^                | Joueur toujours en activité en NBA                                                                        |
| *                | Joueur intronisé au Basketball Hall of Fame                                                               |
| Joueur (X)       | Nombre de fois où le joueur a été sélectionné                                                             |
| Joueur (en gras) | Indique les joueurs qui ont également remporté le titre de NBA Defensive Player of the Year la même année |

| Saison    |                                  |                                 |                                    |                                 |
| Saison    | First Team                       | First Team                      | Second Team                        | Second Team                     |
| Saison    | Joueurs                          | Équipe                          | Joueurs                            | Équipe                          |
| --------- | -------------------------------- | ------------------------------- | ---------------------------------- | ------------------------------- |
| 1968-1969 | Dave DeBusschere*                | Knicks de New York              | Rudy LaRusso                       | Warriors de San Francisco       |
| 1968-1969 | Nate Thurmond*                   | Warriors de San Francisco       | Tom Sanders                        | Celtics de Boston               |
| 1968-1969 | Bill Russell*                    | Celtics de Boston               | John Havlicek*                     | Celtics de Boston               |
| 1968-1969 | Walt Frazier*                    | Knicks de New York              | Jerry West*                        | Lakers de Los Angeles           |
| 1968-1969 | Jerry Sloan                      | Bulls de Chicago                | Bill Bridges                       | Hawks d'Atlanta                 |
| 1969-1970 | Dave DeBusschere* (2)            | Knicks de New York              | John Havlicek* (2)                 | Celtics de Boston               |
| 1969-1970 | Gus Johnson                      | Bullets de Baltimore            | Bill Bridges (2)                   | Hawks d'Atlanta                 |
| 1969-1970 | Willis Reed*                     | Knicks de New York              | Lew Alcindor*                      | Bucks de Milwaukee              |
| 1969-1970 | Walt Frazier* (2)                | Knicks de New York              | Joe Caldwell                       | Hawks d'Atlanta                 |
| 1969-1970 | Jerry West* (2)                  | Lakers de Los Angeles           | Jerry Sloan (2)                    | Bulls de Chicago                |
| 1970-1971 | Dave DeBusschere* (3)            | Knicks de New York              | John Havlicek* (3)                 | Celtics de Boston               |
| 1970-1971 | Gus Johnson (2)                  | Bullets de Baltimore            | Paul Silas                         | Suns de Phoenix                 |
| 1970-1971 | Nate Thurmond* (2)               | Warriors de San Francisco       | Lew Alcindor* (2)                  | Bucks de Milwaukee              |
| 1970-1971 | Walt Frazier* (3)                | Knicks de New York              | Jerry Sloan (3)                    | Bulls de Chicago                |
| 1970-1971 | Jerry West* (3)                  | Lakers de Los Angeles           | Norm Van Lier                      | Royals de Cincinnati            |
| 1971-1972 | Dave DeBusschere* (4)            | Knicks de New York              | Paul Silas (2)                     | Suns de Phoenix                 |
| 1971-1972 | John Havlicek* (4)               | Celtics de Boston               | Bob Love                           | Bulls de Chicago                |
| 1971-1972 | Wilt Chamberlain*                | Lakers de Los Angeles           | Nate Thurmond* (3)                 | Warriors du Golden State        |
| 1971-1972 | Jerry West* (4)                  | Lakers de Los Angeles           | Norm Van Lier (2)                  | Bulls de Chicago                |
| 1971-1972 | Walt Frazier* (4) (ex æquo)      | Knicks de New York              | Don Chaney                         | Celtics de Boston               |
| 1971-1972 | Jerry Sloan (4) (ex æquo)        | Bulls de Chicago                | Don Chaney                         | Celtics de Boston               |
| 1972-1973 | Dave DeBusschere* (5)            | Knicks de New York              | Paul Silas (3)                     | Suns de Phoenix                 |
| 1972-1973 | John Havlicek* (5)               | Celtics de Boston               | Mike Riordan                       | Bullets de Baltimore            |
| 1972-1973 | Wilt Chamberlain* (2)            | Lakers de Los Angeles           | Nate Thurmond* (4)                 | Warriors de Golden State        |
| 1972-1973 | Jerry West* (5)                  | Lakers de Los Angeles           | Norm Van Lier (3)                  | Bulls de Chicago                |
| 1972-1973 | Walt Frazier* (5)                | Knicks de New York              | Don Chaney (2)                     | Celtics de Boston               |
| 1973-1974 | Dave DeBusschere* (6)            | Knicks de New York              | Elvin Hayes*                       | Bullets de la capitale          |
| 1973-1974 | John Havlicek* (6)               | Celtics de Boston               | Bob Love (2)                       | Bulls de Chicago                |
| 1973-1974 | Kareem Abdul-Jabbar* (3)         | Bucks de Milwaukee              | Nate Thurmond* (5)                 | Warriors du Golden State        |
| 1973-1974 | Norm Van Lier (4)                | Bulls de Chicago                | Don Chaney (3)                     | Celtics de Boston               |
| 1973-1974 | Walt Frazier* (6) (ex æquo)      | Knicks de New York              | Dick Van Arsdale (ex æquo)         | Suns de Phoenix                 |
| 1973-1974 | Jerry Sloan (5) (ex æquo)        | Bulls de Chicago                | Jim Price (ex æquo)                | Lakers de Los Angeles           |
| 1974-1975 | John Havlicek* (7)               | Celtics de Boston               | Elvin Hayes* (2)                   | Bullets de Washington           |
| 1974-1975 | Paul Silas (4)                   | Celtics de Boston               | Bob Love (3)                       | Bulls de Chicago                |
| 1974-1975 | Kareem Abdul-Jabbar* (4)         | Bucks de Milwaukee              | Dave Cowens*                       | Celtics de Boston               |
| 1974-1975 | Jerry Sloan (6)                  | Bulls de Chicago                | Norm Van Lier (5)                  | Bulls de Chicago                |
| 1974-1975 | Walt Frazier* (7)                | Knicks de New York              | Don Chaney (4)                     | Celtics de Boston               |
| 1975-1976 | Paul Silas (5)                   | Celtics de Boston               | Jim Brewer                         | Cavaliers de Cleveland          |
| 1975-1976 | John Havlicek* (8)               | Celtics de Boston               | Jamaal Wilkes*                     | Warriors du Golden State        |
| 1975-1976 | Dave Cowens* (2)                 | Celtics de Boston               | Kareem Abdul-Jabbar* (5)           | Lakers de Los Angeles           |
| 1975-1976 | Norm Van Lier (6)                | Bulls de Chicago                | Jim Cleamons                       | Cavaliers de Cleveland          |
| 1975-1976 | Don Watts                        | SuperSonics de Seattle          | Phil Smith                         | Warriors du Golden State        |
| 1976-1977 | Bobby Jones*                     | Nuggets de Denver               | Jim Brewer (2)                     | Cavaliers de Cleveland          |
| 1976-1977 | E.C. Coleman                     | Jazz de La Nouvelle-Orléans     | Jamaal Wilkes* (2)                 | Warriors du Golden State        |
| 1976-1977 | Bill Walton*                     | Trail Blazers de Portland       | Kareem Abdul-Jabbar* (6)           | Lakers de Los Angeles           |
| 1976-1977 | Don Buse                         | Pacers de l'Indiana             | Brian Taylor                       | Kings de Kansas City            |
| 1976-1977 | Norm Van Lier (7)                | Bulls de Chicago                | Don Chaney (5)                     | Lakers de Los Angeles           |
| 1977-1978 | Bobby Jones* (2)                 | Nuggets de Denver               | E.C. Coleman (2)                   | Warriors du Golden State        |
| 1977-1978 | Maurice Lucas                    | Trail Blazers de Portland       | Bob Gross                          | Trail Blazers de Portland       |
| 1977-1978 | Bill Walton* (2)                 | Trail Blazers de Portland       | Kareem Abdul-Jabbar* (7) (ex æquo) | Lakers de Los Angeles           |
| 1977-1978 | Bill Walton* (2)                 | Trail Blazers de Portland       | Artis Gilmore* (ex æquo)           | Bulls de Chicago                |
| 1977-1978 | Lionel Hollins                   | Trail Blazers de Portland       | Norm Van Lier (8)                  | Bulls de Chicago                |
| 1977-1978 | Don Buse (2)                     | Suns de Phoenix                 | Quinn Buckner                      | Bucks de Milwaukee              |
| 1978-1979 | Bobby Jones* (3)                 | 76ers de Philadelphie           | Maurice Lucas (2)                  | Trail Blazers de Portland       |
| 1978-1979 | Bobby Dandridge*                 | Bullets de Washington           | M.L. Carr                          | Pistons de Detroit              |
| 1978-1979 | Kareem Abdul-Jabbar* (8)         | Lakers de Los Angeles           | Moses Malone*                      | Rockets de Houston              |
| 1978-1979 | Dennis Johnson*                  | SuperSonics de Seattle          | Lionel Hollins (2)                 | Trail Blazers de Portland       |
| 1978-1979 | Don Buse (3)                     | Suns de Phoenix                 | Eddie Johnson                      | Hawks d'Atlanta                 |
| 1979-1980 | Bobby Jones* (4)                 | 76ers de Philadelphie           | Scott Wedman                       | Kings de Kansas City            |
| 1979-1980 | Dan Roundfield                   | Hawks d'Atlanta                 | Kermit Washington                  | Trail Blazers de Portland       |
| 1979-1980 | Kareem Abdul-Jabbar* (9)         | Lakers de Los Angeles           | Dave Cowens* (3)                   | Celtics de Boston               |
| 1979-1980 | Dennis Johnson* (2)              | SuperSonics de Seattle          | Quinn Buckner (2)                  | Bucks de Milwaukee              |
| 1979-1980 | Don Buse (4) (ex æquo)           | Suns de Phoenix                 | Eddie Johnson (2)                  | Hawks d'Atlanta                 |
| 1979-1980 | Micheal Ray Richardson (ex æquo) | Knicks de New York              | Eddie Johnson (2)                  | Hawks d'Atlanta                 |
| 1980-1981 | Bobby Jones* (5)                 | 76ers de Philadelphie           | Dan Roundfield (2)                 | Hawks d'Atlanta                 |
| 1980-1981 | Caldwell Jones                   | 76ers de Philadelphie           | Kermit Washington (2)              | Trail Blazers de Portland       |
| 1980-1981 | Kareem Abdul-Jabbar* (10)        | Lakers de Los Angeles           | George Johnson                     | Spurs de San Antonio            |
| 1980-1981 | Dennis Johnson* (3)              | Suns de Phoenix                 | Quinn Buckner (3)                  | Bucks de Milwaukee              |
| 1980-1981 | Micheal Ray Richardson (2)       | Knicks de New York              | Dudley Bradley (ex æquo)           | Pacers de l'Indiana             |
| 1980-1981 | Micheal Ray Richardson (2)       | Knicks de New York              | Michael Cooper*(ex æquo)           | Lakers de Los Angeles           |
| 1981-1982 | Bobby Jones* (6)                 | 76ers de Philadelphie           | Larry Bird*                        | Celtics de Boston               |
| 1981-1982 | Dan Roundfield (3)               | Hawks d'Atlanta                 | Lonnie Shelton                     | SuperSonics de Seattle          |
| 1981-1982 | Caldwell Jones (2)               | 76ers de Philadelphie           | Jack Sikma*                        | SuperSonics de Seattle          |
| 1981-1982 | Michael Cooper* (2)              | Lakers de Los Angeles           | Quinn Buckner (4)                  | Bucks de Milwaukee              |
| 1981-1982 | Dennis Johnson* (4)              | Suns de Phoenix                 | Sidney Moncrief*                   | Bucks de Milwaukee              |
| 1982-1983 | Bobby Jones* (7)                 | 76ers de Philadelphie           | Larry Bird* (2)                    | Celtics de Boston               |
| 1982-1983 | Dan Roundfield (4)               | Hawks d'Atlanta                 | Kevin McHale*                      | Celtics de Boston               |
| 1982-1983 | Moses Malone* (2)                | 76ers de Philadelphie           | Wayne Rollins                      | Hawks d'Atlanta                 |
| 1982-1983 | Sidney Moncrief* (2)             | Bucks de Milwaukee              | Michael Cooper* (3)                | Lakers de Los Angeles           |
| 1982-1983 | Dennis Johnson* (5) (ex æquo)    | Suns de Phoenix                 | T. R. Dunn                         | Nuggets de Denver               |
| 1982-1983 | Maurice Cheeks* (ex æquo)        | 76ers de Philadelphie           | T. R. Dunn                         | Nuggets de Denver               |
| 1983-1984 | Bobby Jones* (8)                 | 76ers de Philadelphie           | Larry Bird* (3)                    | Celtics de Boston               |
| 1983-1984 | Michael Cooper* (4)              | Lakers de Los Angeles           | Dan Roundfield (5)                 | Hawks d'Atlanta                 |
| 1983-1984 | Tree Rollins (2)                 | Hawks d'Atlanta                 | Kareem Abdul-Jabbar* (11)          | Lakers de Los Angeles           |
| 1983-1984 | Maurice Cheeks* (2)              | 76ers de Philadelphie           | Dennis Johnson* (6)                | Celtics de Boston               |
| 1983-1984 | Sidney Moncrief* (3)             | Bucks de Milwaukee              | T. R. Dunn (2)                     | Nuggets de Denver               |
| 1984-1985 | Sidney Moncrief* (4)             | Bucks de Milwaukee              | Bobby Jones* (9)                   | 76ers de Philadelphie           |
| 1984-1985 | Paul Pressey                     | Bucks de Milwaukee              | Danny Vranes                       | SuperSonics de Seattle          |
| 1984-1985 | Mark Eaton                       | Jazz de l'Utah                  | Akeem Olajuwon*                    | Rockets de Houston              |
| 1984-1985 | Michael Cooper* (5)              | Lakers de Los Angeles           | Dennis Johnson* (7)                | Celtics de Boston               |
| 1984-1985 | Maurice Cheeks* (3)              | 76ers de Philadelphie           | T. R. Dunn (3)                     | Nuggets de Denver               |
| 1985-1986 | Paul Pressey (2)                 | Bucks de Milwaukee              | Michael Cooper* (6)                | Lakers de Los Angeles           |
| 1985-1986 | Kevin McHale* (2)                | Celtics de Boston               | Bill Hanzlik                       | Nuggets de Denver               |
| 1985-1986 | Mark Eaton (2)                   | Jazz de l'Utah                  | Manute Bol                         | Bullets de Washington           |
| 1985-1986 | Sidney Moncrief* (5)             | Bucks de Milwaukee              | Alvin Robertson                    | Spurs de San Antonio            |
| 1985-1986 | Maurice Cheeks* (4)              | 76ers de Philadelphie           | Dennis Johnson* (8)                | Celtics de Boston               |
| 1986-1987 | Kevin McHale* (3)                | Celtics de Boston               | Paul Pressey (3)                   | Bucks de Milwaukee              |
| 1986-1987 | Michael Cooper* (7)              | Lakers de Los Angeles           | Rodney McCray                      | Rockets de Houston              |
| 1986-1987 | Hakeem Olajuwon* (2)             | Rockets de Houston              | Mark Eaton (3)                     | Jazz de l'Utah                  |
| 1986-1987 | Alvin Robertson (2)              | Spurs de San Antonio            | Maurice Cheeks* (5)                | 76ers de Philadelphie           |
| 1986-1987 | Dennis Johnson* (9)              | Celtics de Boston               | Derek Harper                       | Mavericks de Dallas             |
| 1987-1988 | Kevin McHale* (4)                | Celtics de Boston               | Buck Williams                      | Nets du New Jersey              |
| 1987-1988 | Rodney McCray (2)                | Rockets de Houston              | Karl Malone*                       | Jazz de l'Utah                  |
| 1987-1988 | Hakeem Olajuwon* (3)             | Rockets de Houston              | Mark Eaton (4) (ex æquo)           | Jazz de l'Utah                  |
| 1987-1988 | Hakeem Olajuwon* (3)             | Rockets de Houston              | Patrick Ewing* (ex æquo)           | Knicks de New York              |
| 1987-1988 | Michael Cooper* (8)              | Lakers de Los Angeles           | Alvin Robertson (3)                | Spurs de San Antonio            |
| 1987-1988 | Michael Jordan*                  | Bulls de Chicago                | Lafayette Lever                    | Nuggets de Denver               |
| 1988-1989 | Dennis Rodman*                   | Pistons de Detroit              | Kevin McHale* (5)                  | Celtics de Boston               |
| 1988-1989 | Larry Nance                      | Cavaliers de Cleveland          | A.C. Green                         | Lakers de Los Angeles           |
| 1988-1989 | Mark Eaton (5)                   | Jazz de l'Utah                  | Patrick Ewing* (2)                 | Knicks de New York              |
| 1988-1989 | Michael Jordan* (2)              | Bulls de Chicago                | John Stockton*                     | Jazz de l'Utah                  |
| 1988-1989 | Joe Dumars*                      | Pistons de Detroit              | Alvin Robertson (4)                | Spurs de San Antonio            |
| 1989-1990 | Dennis Rodman* (2)               | Pistons de Detroit              | Kevin McHale* (6)                  | Celtics de Boston               |
| 1989-1990 | Buck Williams (2)                | Trail Blazers de Portland       | Rick Mahorn                        | 76ers de Philadelphie           |
| 1989-1990 | Hakeem Olajuwon* (4)             | Rockets de Houston              | David Robinson*                    | Spurs de San Antonio            |
| 1989-1990 | Michael Jordan* (3)              | Bulls de Chicago                | Derek Harper (2)                   | Mavericks de Dallas             |
| 1989-1990 | Joe Dumars* (2)                  | Pistons de Detroit              | Alvin Robertson (5)                | Bucks de Milwaukee              |
| 1990-1991 | Michael Jordan* (4)              | Bulls de Chicago                | Joe Dumars* (3)                    | Pistons de Detroit              |
| 1990-1991 | Alvin Robertson (6)              | Bucks de Milwaukee              | John Stockton* (2)                 | Jazz de l'Utah                  |
| 1990-1991 | David Robinson* (2)              | Spurs de San Antonio            | Hakeem Olajuwon* (5)               | Rockets de Houston              |
| 1990-1991 | Dennis Rodman* (3)               | Pistons de Detroit              | Scottie Pippen*                    | Bulls de Chicago                |
| 1990-1991 | Buck Williams (3)                | Trail Blazers de Portland       | Dan Majerle                        | Suns de Phoenix                 |
| 1991-1992 | Dennis Rodman* (4)               | Pistons de Detroit              | Larry Nance (2)                    | Cavaliers de Cleveland          |
| 1991-1992 | Scottie Pippen* (2)              | Bulls de Chicago                | Buck Williams (4)                  | Trail Blazers de Portland       |
| 1991-1992 | David Robinson* (3)              | Spurs de San Antonio            | Patrick Ewing* (3)                 | Knicks de New York              |
| 1991-1992 | Michael Jordan* (5)              | Bulls de Chicago                | John Stockton* (3)                 | Jazz de l'Utah                  |
| 1991-1992 | Joe Dumars* (4)                  | Pistons de Detroit              | Micheal Williams                   | Pacers de l'Indiana             |
| 1992-1993 | Scottie Pippen* (3)              | Bulls de Chicago                | Horace Grant                       | Bulls de Chicago                |
| 1992-1993 | Dennis Rodman* (5)               | Pistons de Detroit              | Larry Nance (3)                    | Cavaliers de Cleveland          |
| 1992-1993 | Hakeem Olajuwon* (6)             | Rockets de Houston              | David Robinson* (4)                | Spurs de San Antonio            |
| 1992-1993 | Michael Jordan* (6)              | Bulls de Chicago                | Dan Majerle (2)                    | Suns de Phoenix                 |
| 1992-1993 | Joe Dumars* (5)                  | Pistons de Detroit              | John Starks                        | Knicks de New York              |
| 1993-1994 | Scottie Pippen* (4)              | Bulls de Chicago                | Dennis Rodman* (6)                 | Pistons de Detroit              |
| 1993-1994 | Charles Oakley                   | Knicks de New York              | Horace Grant (2)                   | Bulls de Chicago                |
| 1993-1994 | Hakeem Olajuwon* (7)             | Rockets de Houston              | David Robinson* (5)                | Spurs de San Antonio            |
| 1993-1994 | Gary Payton*                     | SuperSonics de Seattle          | Nate McMillan                      | SuperSonics de Seattle          |
| 1993-1994 | Mookie Blaylock                  | Hawks d'Atlanta                 | Latrell Sprewell                   | Warriors du Golden State        |
| 1994-1995 | Scottie Pippen* (5)              | Bulls de Chicago                | Horace Grant (3)                   | Magic d'Orlando                 |
| 1994-1995 | Dennis Rodman* (7)               | Spurs de San Antonio            | Derrick McKey                      | Pacers de l'Indiana             |
| 1994-1995 | David Robinson* (6)              | Spurs de San Antonio            | Dikembe Mutombo*                   | Nuggets de Denver               |
| 1994-1995 | Gary Payton* (2)                 | SuperSonics de Seattle          | John Stockton* (4)                 | Jazz de l'Utah                  |
| 1994-1995 | Mookie Blaylock (2)              | Hawks d'Atlanta                 | Nate McMillan (2)                  | SuperSonics de Seattle          |
| 1995-1996 | Scottie Pippen* (6)              | Bulls de Chicago                | Horace Grant (4)                   | Magic d'Orlando                 |
| 1995-1996 | Dennis Rodman* (8)               | Bulls de Chicago                | Derrick McKey (2)                  | Pacers de l'Indiana             |
| 1995-1996 | David Robinson* (7)              | Spurs de San Antonio            | Hakeem Olajuwon* (8)               | Rockets de Houston              |
| 1995-1996 | Gary Payton* (3)                 | SuperSonics de Seattle          | Mookie Blaylock (3)                | Hawks d'Atlanta                 |
| 1995-1996 | Michael Jordan* (7)              | Bulls de Chicago                | Bobby Phills                       | Cavaliers de Cleveland          |
| 1996-1997 | Scottie Pippen* (7)              | Bulls de Chicago                | Anthony Mason                      | Hornets de Charlotte            |
| 1996-1997 | Karl Malone* (2)                 | Jazz de l'Utah                  | P. J. Brown                        | Heat de Miami                   |
| 1996-1997 | Dikembe Mutombo (2)              | Hawks d'Atlanta                 | Hakeem Olajuwon* (9)               | Rockets de Houston              |
| 1996-1997 | Michael Jordan* (8)              | Bulls de Chicago                | Mookie Blaylock (4)                | Hawks d'Atlanta                 |
| 1996-1997 | Gary Payton* (4)                 | SuperSonics de Seattle          | John Stockton* (5)                 | Jazz de l'Utah                  |
| 1997-1998 | Scottie Pippen* (8)              | Bulls de Chicago                | Tim Duncan*                        | Spurs de San Antonio            |
| 1997-1998 | Karl Malone* (3)                 | Jazz de l'Utah                  | Charles Oakley (2)                 | Knicks de New York              |
| 1997-1998 | Dikembe Mutombo (3)              | Hawks d'Atlanta                 | David Robinson* (8)                | Spurs de San Antonio            |
| 1997-1998 | Gary Payton* (5)                 | SuperSonics de Seattle          | Mookie Blaylock (5)                | Hawks d'Atlanta                 |
| 1997-1998 | Michael Jordan (9)               | Bulls de Chicago                | Eddie Jones                        | Lakers de Los Angeles           |
| 1998-1999 | Tim Duncan* (2)                  | Spurs de San Antonio            | P. J. Brown (2)                    | Heat de Miami                   |
| 1998-1999 | Jason Kidd*                      | Suns de Phoenix                 | Theo Ratliff                       | 76ers de Philadelphie           |
| 1998-1999 | Alonzo Mourning                  | Heat de Miami                   | Dikembe Mutombo (4)                | Hawks d'Atlanta                 |
| 1998-1999 | Gary Payton* (6)                 | SuperSonics de Seattle          | Mookie Blaylock (6)                | Hawks d'Atlanta                 |
| 1998-1999 | Karl Malone* (4) (ex æquo)       | Jazz de l'Utah                  | Eddie Jones (2)                    | Hornets de Charlotte            |
| 1998-1999 | Scottie Pippen* (9) (ex æquo)    | Rockets de Houston              | Eddie Jones (2)                    | Hornets de Charlotte            |
| 1999-2000 | Tim Duncan* (3)                  | Spurs de San Antonio            | Scottie Pippen* (10)               | Trail Blazers de Portland       |
| 1999-2000 | Kevin Garnett*                   | Timberwolves du Minnesota       | Clifford Robinson                  | Suns de Phoenix                 |
| 1999-2000 | Alonzo Mourning (2)              | Heat de Miami                   | Shaquille O'Neal*                  | Lakers de Los Angeles           |
| 1999-2000 | Gary Payton* (7)                 | SuperSonics de Seattle          | Eddie Jones (3)                    | Hornets de Charlotte            |
| 1999-2000 | Kobe Bryant*                     | Lakers de Los Angeles           | Jason Kidd* (2)                    | Suns de Phoenix                 |
| 2000-2001 | Tim Duncan* (4)                  | Spurs de San Antonio            | Bruce Bowen                        | Heat de Miami                   |
| 2000-2001 | Kevin Garnett* (2)               | Timberwolves du Minnesota       | P. J. Brown (3)                    | Hornets de Charlotte            |
| 2000-2001 | Dikembe Mutombo (5)              | 76ers de Philadelphie           | Shaquille O'Neal* (2)              | Lakers de Los Angeles           |
| 2000-2001 | Gary Payton* (8)                 | SuperSonics de Seattle          | Kobe Bryant* (2)                   | Lakers de Los Angeles           |
| 2000-2001 | Jason Kidd* (3)                  | Suns de Phoenix                 | Doug Christie                      | Kings de Sacramento             |
| 2001-2002 | Tim Duncan* (5)                  | Spurs de San Antonio            | Bruce Bowen (2)                    | Spurs de San Antonio            |
| 2001-2002 | Kevin Garnett* (3)               | Timberwolves du Minnesota       | Clifford R. Robinson (2)           | Pistons de Detroit              |
| 2001-2002 | Ben Wallace*                     | Pistons de Detroit              | Dikembe Mutombo* (6)               | 76ers de Philadelphie           |
| 2001-2002 | Gary Payton* (9)                 | SuperSonics de Seattle          | Kobe Bryant* (3)                   | Lakers de Los Angeles           |
| 2001-2002 | Jason Kidd* (4)                  | Nets du New Jersey              | Doug Christie (2)                  | Kings de Sacramento             |
| 2002-2003 | Tim Duncan* (6)                  | Spurs de San Antonio            | Ron Artest                         | Pacers de l'Indiana             |
| 2002-2003 | Kevin Garnett* (4)               | Timberwolves du Minnesota       | Bruce Bowen (3)                    | Spurs de San Antonio            |
| 2002-2003 | Ben Wallace* (2)                 | Pistons de Detroit              | Shaquille O'Neal* (3)              | Lakers de Los Angeles           |
| 2002-2003 | Doug Christie (3)                | Kings de Sacramento             | Jason Kidd* (5)                    | Nets du New Jersey              |
| 2002-2003 | Kobe Bryant* (4)                 | Lakers de Los Angeles           | Eric Snow                          | 76ers de Philadelphie           |
| 2003-2004 | Ron Artest (2)                   | Pacers de l'Indiana             | Andreï Kirilenko                   | Jazz de l'Utah                  |
| 2003-2004 | Kevin Garnett* (5)               | Timberwolves du Minnesota       | Tim Duncan* (7)                    | Spurs de San Antonio            |
| 2003-2004 | Ben Wallace* (3)                 | Pistons de Detroit              | Theo Ratliff (2)                   | Trail Blazers de Portland       |
| 2003-2004 | Bruce Bowen (4)                  | Spurs de San Antonio            | Doug Christie (4)                  | Kings de Sacramento             |
| 2003-2004 | Kobe Bryant* (5)                 | Lakers de Los Angeles           | Jason Kidd* (6)                    | Nets du New Jersey              |
| 2004-2005 | Ben Wallace* (4)                 | Pistons de Detroit              | Tayshaun Prince                    | Pistons de Detroit              |
| 2004-2005 | Kevin Garnett* (6)               | Timberwolves du Minnesota       | Marcus Camby                       | Nuggets de Denver               |
| 2004-2005 | Bruce Bowen (5)                  | Spurs de San Antonio            | Chauncey Billups*                  | Pistons de Detroit              |
| 2004-2005 | Tim Duncan* (8)                  | Spurs de San Antonio            | Andreï Kirilenko (2)               | Jazz de l'Utah                  |
| 2004-2005 | Larry Hughes                     | Wizards de Washington           | Jason Kidd* (7) (ex æquo)          | Nets du New Jersey              |
| 2004-2005 | Larry Hughes                     | Wizards de Washington           | Dwyane Wade* (ex æquo)             | Heat de Miami                   |
| 2005-2006 | Bruce Bowen (6)                  | Spurs de San Antonio            | Tim Duncan* (9)                    | Spurs de San Antonio            |
| 2005-2006 | Ben Wallace* (5)                 | Pistons de Detroit              | Chauncey Billups* (2)              | Pistons de Detroit              |
| 2005-2006 | Andreï Kirilenko (3)             | Jazz de l'Utah                  | Kevin Garnett* (7)                 | Timberwolves du Minnesota       |
| 2005-2006 | Ron Artest (3)                   | Pacers de l'Indiana             | Marcus Camby (2)                   | Nuggets de Denver               |
| 2005-2006 | Kobe Bryant* (6) (ex æquo)       | Lakers de Los Angeles           | Tayshaun Prince (2)                | Pistons de Detroit              |
| 2005-2006 | Jason Kidd* (7) (ex æquo)        | Nets du New Jersey              | Tayshaun Prince (2)                | Pistons de Detroit              |
| 2006-2007 | Bruce Bowen (7)                  | Spurs de San Antonio            | Ben Wallace* (6)                   | Bulls de Chicago                |
| 2006-2007 | Tim Duncan* (10)                 | Spurs de San Antonio            | Kirk Hinrich                       | Bulls de Chicago                |
| 2006-2007 | Marcus Camby (3)                 | Nuggets de Denver               | Jason Kidd* (8)                    | Nets du New Jersey              |
| 2006-2007 | Kobe Bryant* (7)                 | Lakers de Los Angeles           | Tayshaun Prince (3)                | Pistons de Detroit              |
| 2006-2007 | Raja Bell                        | Suns de Phoenix                 | Kevin Garnett* (8)                 | Timberwolves du Minnesota       |
| 2007-2008 | Kevin Garnett* (9)               | Celtics de Boston               | Shane Battier                      | Rockets de Houston              |
| 2007-2008 | Kobe Bryant* (8)                 | Lakers de Los Angeles           | Chris Paul^                        | Hornets de La Nouvelle-Orléans  |
| 2007-2008 | Marcus Camby (4)                 | Nuggets de Denver               | Dwight Howard                      | Magic d'Orlando                 |
| 2007-2008 | Bruce Bowen (8)                  | Spurs de San Antonio            | Tayshaun Prince (4)                | Pistons de Detroit              |
| 2007-2008 | Tim Duncan* (11)                 | Spurs de San Antonio            | Raja Bell (2)                      | Suns de Phoenix                 |
| 2008-2009 | Dwight Howard (2)                | Magic d'Orlando                 | Tim Duncan* (12)                   | Spurs de San Antonio            |
| 2008-2009 | Kobe Bryant* (9)                 | Lakers de Los Angeles           | Dwyane Wade* (2)                   | Heat de Miami                   |
| 2008-2009 | LeBron James^                    | Cavaliers de Cleveland          | Rajon Rondo                        | Celtics de Boston               |
| 2008-2009 | Chris Paul^ (2)                  | Hornets de La Nouvelle-Orléans  | Shane Battier (2)                  | Rockets de Houston              |
| 2008-2009 | Kevin Garnett* (10)              | Celtics de Boston               | Ron Artest (4)                     | Rockets de Houston              |
| 2009-2010 | Dwight Howard (3)                | Magic d'Orlando                 | Tim Duncan* (13)                   | Spurs de San Antonio            |
| 2009-2010 | Rajon Rondo (2)                  | Celtics de Boston               | Dwyane Wade* (3)                   | Heat de Miami                   |
| 2009-2010 | LeBron James^ (2)                | Cavaliers de Cleveland          | Josh Smith                         | Hawks d'Atlanta                 |
| 2009-2010 | Kobe Bryant* (10)                | Lakers de Los Angeles           | Anderson Varejão                   | Cavaliers de Cleveland          |
| 2009-2010 | Gerald Wallace                   | Bobcats de Charlotte            | Thabo Sefolosha                    | Thunder d'Oklahoma City         |
| 2010-2011 | Dwight Howard (4)                | Magic d'Orlando                 | Tony Allen                         | Grizzlies de Memphis            |
| 2010-2011 | Rajon Rondo (3)                  | Celtics de Boston               | Chris Paul^ (3)                    | Hornets de La Nouvelle-Orléans  |
| 2010-2011 | LeBron James^ (3)                | Heat de Miami                   | Tyson Chandler                     | Mavericks de Dallas             |
| 2010-2011 | Kobe Bryant* (11)                | Lakers de Los Angeles           | Andre Iguodala                     | 76ers de Philadelphie           |
| 2010-2011 | Kevin Garnett* (11)              | Celtics de Boston               | Joakim Noah                        | Bulls de Chicago                |
| 2011-2012 | Dwight Howard (5)                | Magic d'Orlando                 | Tyson Chandler (2)                 | Knicks de New York              |
| 2011-2012 | Chris Paul^ (4)                  | Clippers de Los Angeles         | Luol Deng                          | Bulls de Chicago                |
| 2011-2012 | LeBron James^ (4)                | Heat de Miami                   | Kevin Garnett* (12)                | Celtics de Boston               |
| 2011-2012 | Tony Allen (2)                   | Grizzlies de Memphis            | Kobe Bryant* (12)                  | Lakers de Los Angeles           |
| 2011-2012 | Serge Ibaka                      | Thunder d'Oklahoma City         | Rajon Rondo (4)                    | Celtics de Boston               |
| 2012-2013 | Tyson Chandler (ex æquo) (3)     | Knicks de New York              | Marc Gasol                         | Grizzlies de Memphis            |
| 2012-2013 | Joakim Noah (ex æquo) (2)        | Bulls de Chicago                | Marc Gasol                         | Grizzlies de Memphis            |
| 2012-2013 | Chris Paul^ (5)                  | Clippers de Los Angeles         | Mike Conley^                       | Grizzlies de Memphis            |
| 2012-2013 | LeBron James^ (5)                | Heat de Miami                   | Tim Duncan* (14)                   | Spurs de San Antonio            |
| 2012-2013 | Tony Allen (3)                   | Grizzlies de Memphis            | Avery Bradley                      | Celtics de Boston               |
| 2012-2013 | Serge Ibaka (2)                  | Thunder d'Oklahoma City         | Paul George^                       | Pacers de l'Indiana             |
| 2013-2014 | Joakim Noah (3)                  | Bulls de Chicago                | LeBron James^ (6)                  | Heat de Miami                   |
| 2013-2014 | Paul George^ (2)                 | Pacers de l'Indiana             | Patrick Beverley^                  | Rockets de Houston              |
| 2013-2014 | Chris Paul^ (6)                  | Clippers de Los Angeles         | Jimmy Butler^                      | Bulls de Chicago                |
| 2013-2014 | Serge Ibaka (3)                  | Thunder d'Oklahoma City         | Kawhi Leonard^                     | Spurs de San Antonio            |
| 2013-2014 | Andre Iguodala (2)               | Warriors du Golden State        | Roy Hibbert                        | Pacers de l'Indiana             |
| 2014-2015 | Kawhi Leonard^ (2)               | Spurs de San Antonio            | Anthony Davis^                     | New Orleans Pelicans            |
| 2014-2015 | Draymond Green^                  | Warriors du Golden State        | Jimmy Butler^ (2)                  | Bulls de Chicago                |
| 2014-2015 | Tony Allen (4)                   | Grizzlies de Memphis            | Andrew Bogut                       | Warriors du Golden State        |
| 2014-2015 | DeAndre Jordan^                  | Clippers de Los Angeles         | John Wall^                         | Wizards de Washington           |
| 2014-2015 | Chris Paul^ (7)                  | Clippers de Los Angeles         | Tim Duncan* (15)                   | Spurs de San Antonio            |
| 2015-2016 | Kawhi Leonard^ (3)               | Spurs de San Antonio            | Paul Millsap                       | Hawks d'Atlanta                 |
| 2015-2016 | Draymond Green^ (2)              | Warriors du Golden State        | Paul George^ (3)                   | Pacers de l'Indiana             |
| 2015-2016 | DeAndre Jordan^ (2)              | Clippers de Los Angeles         | Hassan Whiteside                   | Heat de Miami                   |
| 2015-2016 | Avery Bradley (2)                | Celtics de Boston               | Tony Allen (5)                     | Grizzlies de Memphis            |
| 2015-2016 | Chris Paul^ (8)                  | Clippers de Los Angeles         | Jimmy Butler^ (3)                  | Bulls de Chicago                |
| 2016-2017 | Draymond Green^ (3)              | Warriors de Golden State        | Tony Allen (6)                     | Grizzlies de Memphis            |
| 2016-2017 | Rudy Gobert^                     | Jazz de l'Utah                  | Danny Green^                       | Spurs de San Antonio            |
| 2016-2017 | Kawhi Leonard^ (4)               | Spurs de San Antonio            | Anthony Davis^ (2)                 | Pelicans de La Nouvelle-Orléans |
| 2016-2017 | Chris Paul^ (9)                  | Clippers de Los Angeles         | André Roberson                     | Thunder d'Oklahoma City         |
| 2016-2017 | Patrick Beverley^ (2)            | Rockets de Houston              | Giánnis Antetokoúnmpo^             | Bucks de Milwaukee              |
| 2017-2018 | Rudy Gobert^ (2)                 | Jazz de l'Utah                  | Joel Embiid^                       | 76ers de Philadelphie           |
| 2017-2018 | Anthony Davis^ (3)               | Pelicans de La Nouvelle-Orléans | Draymond Green^ (4)                | Warriors de Golden State        |
| 2017-2018 | Victor Oladipo^                  | Pacers de l'Indiana             | Al Horford^                        | Celtics de Boston               |
| 2017-2018 | Jrue Holiday^                    | Pelicans de La Nouvelle-Orléans | Dejounte Murray^                   | Spurs de San Antonio            |
| 2017-2018 | Robert Covington^                | 76ers de Philadelphie           | Jimmy Butler^ (4)                  | Timberwolves du Minnesota       |
| 2018-2019 | Rudy Gobert^ (3)                 | Jazz de l'Utah                  | Jrue Holiday^ (2)                  | Pelicans de La Nouvelle-Orléans |
| 2018-2019 | Paul George^ (4)                 | Thunder d'Oklahoma City         | Klay Thompson^                     | Warriors de Golden State        |
| 2018-2019 | Giánnis Antetokoúnmpo^ (2)       | Bucks de Milwaukee              | Joel Embiid^ (2)                   | 76ers de Philadelphie           |
| 2018-2019 | Marcus Smart^                    | Celtics de Boston               | Draymond Green^ (5)                | Warriors de Golden State        |
| 2018-2019 | Eric Bledsoe                     | Bucks de Milwaukee              | Kawhi Leonard^ (5)                 | Raptors de Toronto              |
| 2019-2020 | Rudy Gobert^ (4)                 | Jazz de l'Utah                  | Brook Lopez^                       | Bucks de Milwaukee              |
| 2019-2020 | Anthony Davis^ (4)               | Lakers de Los Angeles           | Bam Adebayo^                       | Heat de Miami                   |
| 2019-2020 | Ben Simmons^                     | 76ers de Philadelphie           | Kawhi Leonard^ (6)                 | Clippers de Los Angeles         |
| 2019-2020 | Giánnis Antetokoúnmpo^ (3)       | Bucks de Milwaukee              | Patrick Beverley^ (3)              | Clippers de Los Angeles         |
| 2019-2020 | Marcus Smart^ (2)                | Celtics de Boston               | Eric Bledsoe (2)                   | Bucks de Milwaukee              |
| 2020-2021 | Rudy Gobert^ (5)                 | Jazz de l'Utah                  | Bam Adebayo^ (2)                   | Heat de Miami                   |
| 2020-2021 | Ben Simmons^ (2)                 | 76ers de Philadelphie           | Jimmy Butler^ (5)                  | Heat de Miami                   |
| 2020-2021 | Draymond Green^ (6)              | Warriors du Golden State        | Joel Embiid^ (3)                   | 76ers de Philadelphie           |
| 2020-2021 | Jrue Holiday^ (3)                | Bucks de Milwaukee              | Matisse Thybulle^                  | 76ers de Philadelphie           |
| 2020-2021 | Giannis Antetokounmpo^ (4)       | Bucks de Milwaukee              | Kawhi Leonard^ (7)                 | Clippers de Los Angeles         |
| 2021-2022 | Marcus Smart^ (3)                | Celtics de Boston               | Bam Adebayo^ (3)                   | Heat de Miami                   |
| 2021-2022 | Mikal Bridges^                   | Suns de Phoenix                 | Jrue Holiday^ (4)                  | Bucks de Milwaukee              |
| 2021-2022 | Rudy Gobert^ (6)                 | Jazz de l'Utah                  | Matisse Thybulle^ (2)              | 76ers de Philadelphie           |
| 2021-2022 | Giánnis Antetokoúnmpo^ (5)       | Bucks de Milwaukee              | Robert Williams^                   | Celtics de Boston               |
| 2021-2022 | Jaren Jackson Jr.^               | Grizzlies de Memphis            | Draymond Green^ (7)                | Warriors de Golden State        |
| 2022-2023 | Jaren Jackson Jr.^ (2)           | Grizzlies de Memphis            | Derrick White^                     | Celtics de Boston               |
| 2022-2023 | Jrue Holiday^ (5)                | Bucks de Milwaukee              | Draymond Green^ (8)                | Warriors de Golden State        |
| 2022-2023 | Brook Lopez^ (2)                 | Bucks de Milwaukee              | OG Anunoby^                        | Raptors de Toronto              |
| 2022-2023 | Evan Mobley^                     | Cavaliers de Cleveland          | Dillon Brooks^                     | Grizzlies de Memphis            |
| 2022-2023 | Alex Caruso^                     | Bulls de Chicago                | Bam Adebayo^ (4)                   | Heat de Miami                   |
| 2023-2024 | Rudy Gobert^ (7)                 | Timberwolves du Minnesota       | Alex Caruso^ (2)                   | Bulls de Chicago                |
| 2023-2024 | Victor Wembanyama^               | Spurs de San Antonio            | Jrue Holiday^ (6)                  | Celtics de Boston               |
| 2023-2024 | Bam Adebayo^ (5)                 | Heat de Miami                   | Jaden McDaniels^                   | Timberwolves du Minnesota       |
| 2023-2024 | Anthony Davis^ (5)               | Lakers de Los Angeles           | Jalen Suggs^                       | Magic d'Orlando                 |
| 2023-2024 | Herbert Jones^                   | Pelicans de La Nouvelle-Orléans | Derrick White^ (2)                 | Celtics de Boston               |
| 2024-2025 | Draymond Green^ (9)              | Warriors de Golden State        | Toumani Camara^                    | Trail Blazers de Portland       |
| 2024-2025 | Amen Thompson^                   | Rockets de Houston              | Jaren Jackson Jr.^ (3)             | Grizzlies de Memphis            |
| 2024-2025 | Evan Mobley^ (2)                 | Cavaliers de Cleveland          | Jalen Williams^                    | Thunder d'Oklahoma City         |
| 2024-2025 | Dyson Daniels^                   | Hawks d'Atlanta                 | Rudy Gobert^ (8)                   | Timberwolves du Minnesota       |
| 2024-2025 | Luguentz Dort^                   | Thunder d'Oklahoma City         | Ivica Zubac^                       | Clippers de Los Angeles         |

## Record de sélections
Ce tableau ne prend en compte que les joueurs comptant 4 sélections en First Team minimum.
| * | Signal un joueur élu au Naismith Memorial Basketball Hall of Fame |
| ^ | Signale un joueur encore en activité                              |

| Rang | Joueur                 | First Team | Second Team | Total | Defensive Player of the Year |
| ---- | ---------------------- | ---------- | ----------- | ----- | ---------------------------- |
| 1    | Kevin Garnett*         | 9          | 3           | 12    | 1                            |
| -    | Kobe Bryant*           | 9          | 3           | 12    | 0                            |
| -    | Michael Jordan*        | 9          | 0           | 9     | 1                            |
| -    | Gary Payton*           | 9          | 0           | 9     | 1                            |
| 5    | Tim Duncan*            | 8          | 7           | 15    | 0                            |
| -    | Scottie Pippen*        | 8          | 2           | 10    | 0                            |
| -    | Bobby Jones*           | 8          | 1           | 9     | 0                            |
| 8    | Chris Paul^            | 7          | 2           | 9     | 0                            |
| -    | Dennis Rodman*         | 7          | 1           | 8     | 2                            |
| -    | Rudy Gobert^           | 7          | 1           | 8     | 4                            |
| -    | Walt Frazier*          | 7          | 0           | 7     | 0                            |
| 11   | Dennis Johnson*        | 6          | 3           | 9     | 0                            |
| -    | Dave DeBusschere*      | 6          | 0           | 6     | 0                            |
| 14   | Kareem Abdul-Jabbar*   | 5          | 6           | 11    | 0                            |
| -    | Hakeem Olajuwon*       | 5          | 4           | 9     | 2                            |
| -    | Draymond Green^        | 5          | 4           | 9     | 1                            |
| -    | Michael Cooper*        | 5          | 3           | 8     | 1                            |
| -    | Bruce Bowen            | 5          | 3           | 8     | 0                            |
| -    | John Havlicek*         | 5          | 3           | 8     | 0                            |
| -    | Ben Wallace*           | 5          | 1           | 6     | 4                            |
| -    | LeBron James^          | 5          | 1           | 6     | 0                            |
| 22   | Jason Kidd*            | 4          | 5           | 9     | 0                            |
| -    | David Robinson*        | 4          | 4           | 8     | 1                            |
| -    | Jerry Sloan*           | 4          | 2           | 6     | 0                            |
| -    | Dwight Howard*         | 4          | 1           | 5     | 3                            |
| -    | Sidney Moncrief*       | 4          | 1           | 5     | 2                            |
| -    | Maurice Cheeks*        | 4          | 1           | 5     | 0                            |
| -    | Joe Dumars*            | 4          | 1           | 5     | 0                            |
| -    | Jerry West*            | 4          | 1           | 5     | 0                            |
| -    | Giánnis Antetokoúnmpo^ | 4          | 1           | 5     | 1                            |
| -    | Don Buse               | 4          | 0           | 4     | 0                            |

## Note
Le trophée de NBA Defensive Player of the Year n'est décerné que depuis la saison 1982-1983.